# Kapitalismusmodelle
Kapitalismusmodelle ist ein Sammelbegriff für die in den Sozial-, Politik- und Wirtschaftswissenschaften, insbesondere in den Teildisziplinen der vergleichenden Politischen Ökonomie und komparativen Industrial Relations-Forschung, konstruierten und diskutierten Ideal- und Realtypen von Formen kapitalistischer Wirtschaftssysteme. In der angelsächsischen Diskussion hat sich dafür der Begriff „Varieties of Capitalism“ eingebürgert. Der verstärkte Wettbewerb von Volkswirtschaften im Zuge der Globalisierung hat ein starkes Interesse an vergleichenden Effizienzanalysen der sozio-ökonomischen Systeme von Nationalstaaten oder Georegionen hervorgerufen. Die definierten Modelle bilden die Grundlage von theoretischen und empirischen Untersuchungen. Der Ansatz ist wegen der Reduzierung komplexer Wirtschafts- und Gesellschaftssysteme auf wenige Variablen, der starken Varianz unterschiedlicher Unternehmenstypen innerhalb eines Nationalstaates und der internationalen Verflechtung nationaler Volkswirtschaften in seiner Aussagefähigkeit umstritten.

## Einführung
Im Zentrum steht der Vergleich von Institutionen der Wirtschaftssteuerung und der industriellen Beziehungen. Forscher arbeiten auf diesem Gebiet schon seit längerem mit dem „angelsächsischen“ im Vergleich zum „etatistischen“, „skandinavischen“ oder „schwedischen Modell“ sowie dem „deutschen Modell“ (s. Soziale Marktwirtschaft, Rheinischer Kapitalismus). Der Vergleich der Institutionen steht meist unter den Fragestellungen der Leistungsfähigkeit in Bezug auf die wirtschaftliche Performanz und der Entwicklungstendenz (Konvergenz oder Divergenz).
Ein historisch bedeutsames Ereignis für die vergleichende Kapitalismusforschung war der Zusammenbruch der staatssozialistischen Systeme: Nach dem Wegfall des Systemvergleichs fand die interne Konkurrenz zwischen den westlichen Kapitalismusformen erhöhte Aufmerksamkeit.
Bislang erstreckt sich der Vergleich hauptsächlich auf die Formen des westlichen und japanischen Kapitalismus, der Vergleich mit anderen asiatischen Formen (China, Korea, Singapur) steckt noch in den Anfängen.
Als Vorläufer dieses Forschungsfeldes kann Andrew Shonfield („Modern Capitalism“, 1965) gelten. Er vergleicht die Planungsinstrumente und Marktideologien in den kapitalistischen Systemen der USA, Großbritanniens, Deutschlands, Frankreichs und Schwedens sowie – kursorisch – Italiens, Österreichs und den Niederlanden.
Entscheidende Impulse erhielt diese Forschungsrichtung durch Michel Albert („Capitalisme contre Capitalisme“, 1991, deutsch: Kapitalismus contra Kapitalismus). Er vergleicht das vor allem in Deutschland sowie den Alpenländern und den Niederlanden bestehende Kapitalismusmodell, für das er den Begriff des „rheinischen Kapitalismus“ prägte, mit dem „neo-amerikanischen“ Modell auf zehn Vergleichsebenen (u. a. Steuer- und Finanzwesen, Banken und Börsen, Lohn- und Gehaltshierarchie, gesellschaftliche Rolle des Unternehmens).
Eine dichte Beschreibung von vier Kapitalismusvarianten – des schwedischen, US-amerikanischen, japanischen und deutschen Kapitalismus – findet sich in der Abhandlung „Capitalism“ (2004, deutsch 2007) des britischen Soziologen James Fulcher. Obwohl alle vier Modelle seit den 1970er Jahren unter Druck gerieten, „ihre Praxis des gesteuerten Kapitalismus aufzugeben und Reformen durchzuführen, die den Marktkräften größere Entfaltungsfreiheit einräumten“, dauern ihm zufolge die nationalen Unterschiede fort.
Das bislang gründlichste Tableau von Kapitalismusvarianten haben Peter A. Hall und David Soskice („Varieties of Capitalism“, 2001) vorgelegt. Sie bilden zwei Idealtypen – “liberal market economies” und “coordinated market economies” und vergleichen diese anhand von fünf Institutionen-Clustern (industrielle Beziehungen, berufliche Bildung und Weiterbildung, Corporate Governance, zwischenbetriebliche Beziehungen, Arbeitskräftepotential), die den Unternehmen als Unterstützungssysteme für ihre internen und externen Koordinationsprobleme dienen. Während Unternehmen in liberalen Marktökonomien ihre Aktivitäten hauptsächlich durch Marktbeziehungen und Hierarchien regeln, stützen sich Unternehmen in koordinierten Ökonomien auf zusätzliche Institutionen und Organisationen.
Das Modell Kooperativer Kapitalismus wird vorwiegend in den Sozialwissenschaften verwendet und hebt besondere Eigenschaften des Rheinischen Kapitalismus nach Albert oder der Koordinierten Marktwirtschaft nach Hall und Soskice hervor. Ineinander verzahnte Institutionen begünstigen im Kooperativen Kapitalismus das Verständigen auf eine übergreifende Logik der Marktregulierung. Damit gemeint sind insbesondere Banken als Kreditgeber von Unternehmen und Eigentümer von Unternehmensbeteiligungen, Kapitalverflechtungen zwischen Unternehmen, personelle Verflechtungen über Aufsichtsratsmandate und Mitbestimmung der Arbeitnehmer. Das Verständigen auf langfristige Ziele und stetiges Wachstum begünstigt die Interessen der Stakeholder im Unterschied zur Fokussierung auf den Shareholder Value des Finanzkapitalismus. Ein langfristiger Konsens wird als Voraussetzung für das Entstehen komplexer Produkte in Ökonomien gesehen, da dieses Ausbildungs-, Forschungs- und Entwicklungsinvestitionen erfordert, die mit einem kurzfristigen Interesse an Eigenkapitalrendite unvereinbar sind.

## Definition der Kapitalismusmodelle

### Rheinischer Kapitalismus, neo-amerikanischer Kapitalismus
| Kapitalismusmodelle nach Michel Albert                                                               | Kapitalismusmodelle nach Michel Albert     | Kapitalismusmodelle nach Michel Albert  |
| Unterscheidungsmerkmal                                                                               | Rheinischer Kapitalismus                   | neo-amerikanischer Kapitalismus         |
| --- | ------------------------------------------ | --------------------------------------- |
| vorherrschende Unternehmensfinanzierung                                                              | Banken                                     | Börse                                   |
| überwiegende Interessensausrichtung                                                                  | langfristige Unternehmensentwicklung       | kurzfristige Rendite                    |
| | Interessen der Stakeholder                 | Shareholder Value                       |
| Beziehungsnetzwerke                                                                                  | langfristig, institutionalisiert           | kurzfristig, projektbezogen             |
| | Beteiligungen, Aufsichtsratsmandate        |                                         |
| Sicht auf Unternehmen                                                                                | Lebensmittelpunkt von Menschen             | handelbare Ware                         |
| | Gemeinwohlverpflichtung                    | alleinige Aufgabe Profite               |
| soziale Sicherungssysteme                                                                            | stark ausgebaut                            | gering ausgebaut                        |
| Arbeitsmarkt                                                                                         | stark reguliert                            | flexibel                                |
| Arbeitsbeziehungen                                                                                   | Korporatismus                              | Lobbyismus                              |
| | Mitbestimmung                              | keine Mitbestimmung                     |
| Macht der Gewerkschaften                                                                             | tendenziell mittelstark bis stark          | tendenziell schwach                     |
| Rolle des Staats                                                                                     | aktiv                                      | zurückhaltend                           |
| | Interventionen, Subventionen, Regulationen | minimale Regulationen                   |
| Ausbildung von Fachkräften                                                                           | dual Staat/Unternehmen                     | keine klassische Facharbeiterausbildung |
| Weiterbildung von Fachkräften                                                                        | mittleres Interesse der Unternehmen        | kaum Interesse der Unternehmen          |
| überwiegende Karrierechance                                                                          | nach Dauer der Betriebszugehörigkeit       | bei Unternehmenswechsel                 |
| Quellen: Michel Albert Kapitalismus contra Kapitalismus, Chart Politische Ökonomie, Uni Braunschweig |                                            |                                         |

Siehe auch Hauptartikel Rheinischer Kapitalismus.

### Koordinierte Ökonomie, liberale Ökonomie
| Kapitalismusmodelle nach Peter Hall und David Soskice                                                     | Kapitalismusmodelle nach Peter Hall und David Soskice | Kapitalismusmodelle nach Peter Hall und David Soskice        |
| Unterscheidungsmerkmal                                                                                    | Koordinierte Marktökonomie                            | Liberale Marktökonomie                                       |
| | CME coordinated market economies                      | LME liberal market economies                                 |
| --- | ----------------------------------------------------- | ------------------------------------------------------------ |
| 1. vorherrschende Finanzierung                                                                            | Banken, Beteiligungen                                 | Börse                                                        |
| abhängig von                                                                                              | Beziehungen, Vertrauen, Insiderwissen                 | öffentliche Information                                      |
| 2. Aus- und Weiterbildung                                                                                 | duales System, durch Arbeitnehmerverbände überwacht   | außerbetrieblich                                             |
| | branchen- und firmenspezifische Ausbildung            | allgemeinere Ausbildung                                      |
| 3. interne Entscheidungsstruktur                                                                          | Konsens Management, Anteilseigner, Mitarbeiter,       | Entscheidungskompetenz des Managements,                      |
| | Hausbank, wichtige Kunden u. Lieferanten              | starker Einfluss der Anteilseigner                           |
| 4. Kooperation zwischen Unternehmen                                                                       | institutionell gefördert                              | projektbezogene Verträge                                     |
| Normensetzung                                                                                             | durch Konsens in Verbänden od. Institutionen          | zwischen Firmen verhandelt, am Markt durchgesetzt            |
| Technologietransfer                                                                                       | institutionell und systemisch gefördert               | zwischen Firmen verhandelt                                   |
| 5. Arbeitnehmer                                                                                           | Arbeitgeberverbände handeln Tarifverträge aus         | individuelle Vertragsaushandlung                             |
| Arbeitsmarkt                                                                                              | stark geregelt                                        | dereguliert                                                  |
| Mitbestimmung                                                                                             | ja                                                    | keine                                                        |
| systemische Vorteile                                                                                      | gut ausgebildete, kooperierende Arbeitnehmer          | Mobilität und erleichterte Umqualifizierung der Arbeitnehmer |
| Quellen: Masahisa Endo Memo on Hall and Soskice; Peter A. Hall, David W. Soskice: Varieties of capitalism |                                                       |                                                              |

Das Modell betrachtet Unternehmen als die zentralen Akteure eines Marktgeschehens und bildet die als wesentlich erachteten Unterschiede zwischen Ökonomien als Beziehungen von Unternehmen zu anderen Marktakteuren in der jeweiligen Ökonomie ab. In einer LME kann so zum Beispiel ein Unternehmen frei den Lohn mit einem Angestellten vereinbaren, in einer CME findet das in Tarifverhandlungen zwischen Arbeitgeberverbänden und Gewerkschaften statt. Der erzielte Konsens gilt für alle Wettbewerber im nationalen Markt und hat so eine übergreifende synchronisierende Wirkung, aber es findet kein Wettbewerb in diesem Punkt statt. Verbände sind zum Beispiel institutionalisierte Konsensfindungsorgane, die andererseits die Entscheidungsfreiheit des Managements limitieren.
In LMEs findet der Handel mit Waren und Dienstleistungen in einem ausgeprägten Wettbewerbsumfeld mit Vertragsfreiheit statt, Unternehmen treffen ihre Entscheidungen in Hierarchien und schließen Verträge untereinander. In CMEs hängen Unternehmen stark von Beziehungen außerhalb des Marktwettbewerbs ab. Ihre Zielsetzung ist nicht nur an Marktangebot und -nachfrage orientiert, sondern häufig auch strategischer Art.
Die koordinierten Ökonomien werden von einigen Ökonomen wie Herbert Kitschelt weiter differenziert in NCMEs (national koordinierte Ökonomien) und SCMEs (sektoral koordinierte Ökonomien). Dänemark gehört zu den national koordinierten Ökonomien, Deutschland mit branchenspezifischen Institutionen und regionalen Besonderheiten zu den sektoral koordinierten Ökonomien.

### The Three Worlds of Welfare Capitalism
Das grundlegende Buch The Three Worlds of Welfare Capitalism von Gøsta Esping-Andersen typisiert kapitalistische Systeme nach dem Prinzip des Wohlfahrtsregimes.
liberal
Bei diesem Typ dominiert die Marktlogik. Sozialstaatsleistungen sind gering ausgeprägt und an Bedürftigkeitsprüfungen gekoppelt. Die USA gehören zu diesem Typ, der mit liberalen Marktökonomien zusammentrifft.
konservativ
Bei diesem Typ sind Leistungen wie Renten oder Arbeitslosengeld an Arbeit und vorherige Beiträge zu Sozialversicherungen gebunden. Konservativ ist im Sinne von „den Lebensstandard konservierend“ zu verstehen. Deutschland gehört zu diesem Typ, der meist mit sektoral koordinierten Ökonomien einhergeht.
sozialdemokratisch
Bei diesem Typ wird der Charakter von Arbeit als handelbare Ware weitgehend reduziert und durch staatlich garantierte Lohnersatzleistungen kompensiert. Das wird auch als universeller Sozialstaat bezeichnet. Schweden gehört zu diesem Typ. Das Modell einer national koordinierten Ökonomie trifft meist mit diesem Sozialstaatsmodell zusammen.

## Kritik an den definierten Kapitalismusmodellen

### Kritik am Forschungsansatz des VOC
Der Forschungsansatz des VOC (variety of capitalism school) wird insbesondere von Vertretern der Regulationstheorie (RT) wie Robert Boyer kritisiert. Die Modelle ergeben nach Ansicht von Vertretern der RT keinen Sinn, da sie die gesellschaftliche Vielfalt zu stark reduzieren. Insbesondere komme kein Markt ohne einen außerhalb des Marktes stehenden Regulator aus. In diesem Sinne seien auch die postulierten LMEs (liberal market economies) koordinierte Marktwirtschaften, die eben nur anders koordiniert seien. Vorstellungen von einem „besten Kapitalismus“ und dauerhafter Stabilität werden von der RT bezweifelt. Der Forschungsansatz der RT, der auf langfristigen empirischen Untersuchungen beruht, stellt die These des Endes jeder Regulationsmethode durch eine endogene Strukturkrise auf. Die Lehre von der
Diversität nationaler Kapitalismen hebe die Governance der Privatwirtschaft hervor; der systemische Ansatz der RT, insbesondere die Betrachtung der makroökonomischen Kohärenz, sei überlegen.
Die in einer Gesellschaft gültige Regulationsmethode sei historisch, kulturell und durch Machtverhältnisse bestimmt. Die Theorie RT unterscheidet vier Arten des Kapitalismus nach der Ausprägung der Regulation:  den marktgeführten, den mesokorporatistischen, den sozialdemokratischen und den staatlich kontrollierten Kapitalismus. (Mit mesokorporatistisch ist das Modell von Japan gemeint, in dem die Regulation nach Analyse der RT zwischen Staat und Konzernen ausgehandelt wird.) Weitere Varianten seien in den ehemaligen kommunistischen Ländern und in den asiatischen Ländern am Entstehen.
In Ökonomien, die ihre Wachstumschancen zum Beispiel in der billigen Massenproduktion von Waren oder in Produkten der Hochtechnologie sehen, entwickeln sich nach Auffassung der RT evolutionär jeweils dazu komplementäre institutionelle Varianten des Kapitalismus, die dann andererseits auch wieder einen spezifischen Wettbewerbsvorteil der jeweiligen Ökonomie darstellen.

### Kritik am Modell Rheinischer Kapitalismus
Sofern unter Rheinischer Kapitalismus in einer verallgemeinerten Art die in vielen Ländern Westeuropas nach dem Zweiten Weltkrieg entstandenen koordinierten Marktwirtschaften verstanden werden, ist der Begriff in den Forschungsansatz des VOC aufgegangen und es gilt die vorgenannte Kritik. Auch in diesem Sinne ist der Begriff nicht unumstritten:

„Das deutsche Modell wird in der Literatur zu den industriellen Beziehungen oft als paradigmatisch für länderübergreifende Gemeinsamkeiten herangezogen, woraus dann z. B. Modelle wie ‚rheinischer Kapitalismus‘ (Michel Albert) konstruiert werden. Wir ersparen uns hier, auf diese Modellierungen einzugehen. Es ist sicherlich richtig, dass das deutsche System der industriellen Beziehungen besonders große Unterschiede zu angelsächsischen, japanischen und osteuropäischen Systemen aufweist und so gesehen größere Gemeinsamkeiten z. B. mit Dänemark, Belgien, Frankreich und Italien bestehen. Bei genauerem Hinsehen lösen sich viele dieser Gemeinsamkeiten aber rasch auf; …“

In der engen Fassung des Begriffs von Albert mit starker Ausrichtung auf das reale Wirtschafts- und Gesellschaftssystem in Deutschland Anfang der 1990er Jahre wird ferner eingewendet, dass es sich um ein „flüchtiges“ Untersuchungsobjekt handele. Reformen wie die Öffnung der Kapitalmärkte und die Entflechtung der deutschen Industrie hätten zu einer Realität geführt, in der zahlreiche Unternehmen sich an den Regeln des Finanzkapitalismus orientieren. Ferner hätten die Informationstechnologie, globale Produktionsketten und der Wandel der Industriegesellschaft zu einer Dienstleistungsgesellschaft Veränderungen bewirkt, die vom 1991 postulierten Modell Rheinischer Kapitalismus unzureichend erfasst würden.

## Thesen

### Kapitalismus contra Kapitalismus
Michel Albert stellte 1991 die Thesen auf, das von ihm als Rheinischer Kapitalismus beschriebene Modell sei effizienter und gerechter als der angloamerikanische Kapitalismus, gleichwohl werde letzterer sich durchsetzen, da er als attraktiver gelte und Vorteile für die einflussreichen Gesellschaftsschichten habe.

### The Happy Variety of Capitalism
Deutsche Bank Research hat eine Studie nach Zufriedenheit der Menschen im jeweiligen kapitalistischen System durchgeführt. Eine Aktualisierung der Studie wurde 2016 vom Zentrum für gesellschaftlichen Fortschritt e. V. veröffentlicht. Es werden 16 Indikatoren untersucht.
Zur Gruppe „glückliches Kapitalismusmodell“ gehören Dänemark, Schweden, Norwegen, Finnland, Niederlande, Schweiz, Deutschland und Neuseeland.
Zur Gruppe „angelsächsisches Kapitalismusmodell“ gehören Australien, Kanada, Vereinigtes Königreich, Vereinigte Staaten von Amerika und Irland. Ein Großteil der untersuchten Indikatoren dieser Gruppe entspricht den Ergebnissen der Länder des „glücklichen Kapitalismusmodells“ jedoch nicht alle.
Zur Gruppe „weniger glückliches Kapitalismusmodell“ gehören Belgien, Frankreich und Österreich.
Zur Gruppe „Ostasiatisches Kapitalismusmodell“ gehören Japan und Südkorea.
Zur Gruppe „Südeuropäisches Kapitalismusmodell“ gehören Portugal, Spanien und Italien.
Zur Gruppe „Osteuropäisches Kapitalismusmodell“ gehören Ungarn, Polen, Tschechische Republik und Griechenland.

### Radikale und inkrementelle Innovationen
Hall und Soskice legen dar, dass in LMEs marktgetriebene, radikale Innovationen mit gänzlich neuen Produkten und dem Entstehen neuer Industrien begünstigt seien. In CMEs sei wegen der langfristigen Investitionen in Technologien und Kompetenz der Mitarbeiter und langfristig angelegter Beziehungen in Forschung, Entwicklung und Arbeitsverhältnissen die inkrementelle Weiterentwicklung bestehender Technologien begünstigt. Die Diversifikation hochwertiger Produkte und das Suchen neuer Einsatzfelder für Technologien sei ein Merkmal von CMEs. Diese Innovation ist tendenziell technik- und angebotsgetrieben.

### Optimierungsthese
„Auf kurze Sicht unterscheiden sich wohlhabende OECD-Demokratien durch institutionelle varieties of capitalism und worlds of welfare state. Jede der Hauptvarianten spezialisiert sich dabei auf die Meisterung von jeweils zwei von drei Hörnern eines »Trilemmas« demokratischer Wirtschafts- und Sozialpolitik, jedoch um den Preis, ein drittes sich säkular verschärfendes Restproblem zu hinterlassen (Iversen/Wren 1999).“

Je nach Ausrichtung sollen
- liberale Ökonomien Vollbeschäftigung und fiskalische Ausgeglichenheit begünstigen, aber soziale Ungleichheit zur Folge haben
- national koordinierte Marktwirtschaften Vollbeschäftigung und soziale Gerechtigkeit begünstigen, aber fiskalische Probleme mit sich bringen
- sektoral koordinierte Marktwirtschaften zu fiskalischer Ausgeglichenheit bei mäßiger sozialer Ungleichheit tendieren, aber eine dauerhafte Ausgrenzung Geringqualifizierter aus dem Arbeitsmarkt in Kauf nehmen

## Zitat
„Der Wettbewerb dreht sich darum, wer die besten Produkte herstellen kann. Wer verbessert seinen Lebensstandard am schnellsten? Wer hat die am besten ausgebildeten und erfahrensten Arbeitnehmer der Welt? Wer ist führender Investor bei Produktionsstätten, Forschung und Entwicklung und Infrastruktur? Wer organisiert am besten? Wessen Institutionen (Regierung, Bildung, Wirtschaft) sind die effizientesten der Welt? Dass man von seinen ökonomischen Rivalen gezwungen wird, sich all diese Fragen vorzulegen, ist eine gute, keine schlechte Sache.“

## Grundlegende Literatur
- Andrew Shonfield: Modern Capitalism. The Changing Balance of Public and Private Power. Oxford University Press, Oxford 1965.
- Michel Albert: Kapitalismus contra Kapitalismus. Frankfurt am Main: Campus, 1992. ISBN 3-593-34703-2.
- Peter A. Hall / David W. Soskice: Varieties of capitalism: the institutional foundations of comparative advantage. Oxford: Oxford University Press, 2001. ISBN 0-19-924775-7.

## Weitere Literatur
- Werner Abelshauser: Kulturkampf: Der deutsche Weg in die Neue Wirtschaft und die amerikanische Herausforderung. Kulturverlag Kadmos, Berlin 2003, ISBN 3-931659-51-8.
- David Coates: Models of Capitalism. Growth and Stagnation in the Modern Era. Polity Press, Cambridge 2000. ISBN 0-7456-2058-2.
- Ronald Dore: Stock Market Capitalism, Welfare Capitalism: Japan and Germany versus the Anglo-Saxons. Oxford University Press, Oxford 2000.
- Gøsta Esping-Andersen: The Three Worlds of Welfare Capitalism. Princeton University Press, Princeton 1990. ISBN 978-0-691-02857-6
- James Fulcher: Kapitalismus. Reclam, Stuttgart 2007. ISBN 978-3-15-018397-7.
- Max Miller (Hrsg.): Welten des Kapitalismus. Institutionelle Alternativen in der globalisierten Ökonomie. Campus, Frankfurt am Main 2005. ISBN 3-593-37597-4.
- Martin Schröder: Varianten des Kapitalismus. Die Unterschiede liberaler und koordinierter Marktwirtschaften. Springer VS, Wiesbaden 2014. ISBN 3-658-05241-4.
- Michael Spangenberger (Hrsg.): Rheinischer Kapitalismus und seine Quellen in der Katholischen Soziallehre. Aschendorff, Münster 2011. ISBN 978-3-402-12874-9